# Wim Anderiesen
Willem Gerardus „Wim“ Anderiesen (27. listopadu 1903 – 18. července 1944) byl nizozemský fotbalista, který hrál jako záložník.

## Klubová kariéra
Hrál za 't Gooi. V letech 1925–1940 hrál za Ajax, pětkrát se stal mistrem Nizozemska.

## Reprezentační kariéra
Odehrál 46 zápasů za reprezentaci. Zúčastnil se Mistrovství světa ve fotbale 1934 a Mistrovství světa ve fotbale 1938.

## Osobní život
Byl ženatý s Trijntje Huizingovou a měl tři děti. Pracoval také jako typograf, policista a vrátný.
Zemřel v roce 1944 na zápal plic. Jeho syn Wim Anderiesen mladší také hrál za Ajax, zemřel v lednu 2017 ve věku 85 let.